# UVERworld KING'S PARADE at Yokohama Arena
『UVERworld KING'S PARADE at Yokohama Arena』（ウーバーワールド キングスパレード アット ヨコハマアリーナ）は、UVERworldの11枚目のライブDVDである。2015年9月30日にgr8!records (SME) より発売された。同時に、Blu-ray Disc版も発売された。

## 概要
本作は、UVERworldが2015年1月10日に行った過去最大規模となる、横浜アリーナでの男祭りの映像を収録している。初回生産限定盤特典映像には、今回の男祭りに対するメンバーへのインタビューと2015年2月22日に郡山 HIP SHOT JAPANで行われた克哉生誕祭の模様を11曲収録している。初回生産限定盤のみ特製クリア三方背ケース仕様、Special photo bookが付属している。
キャッチコピーは、『「男、12000人。」』。

## 収録曲

### Disc-1
1. 7th Trigger
2. ace of ace
3. Fight For Liberty
4. ENOUGH-1
5. NO.1
6. KINJITO
7. REVERSI
8. 誰が言った
9. バーベル ～皇帝の新しい服ver.～
10. 6つの風
11. 23ワード
12. LIMITLESS
13. 7日目の決意
14. Massive
15. Wizard CLUB
16. Don't Think.Feel
17. 零HERE ～SE～
18. IMPACT
19. CORE PRIDE
20. ナノ・セカンド
21. 0̸ CHOIR
22. MONDO PIECE

### Disc 2
- UVERworld KING'S PARADE SPECIAL INTERVIEW
- 郡山 HIP SHOT JAPAN 克哉生誕祭

1. トキノナミダ
2. 激動
3. 誰が言った
4. 在るべき形
5. シャカビーチ～Laka Laka La～
6. 体温
7. Revolve
8. ナノ・セカンド
9. 零HERE ～SE～
10. IMPACT
11. 0̸ CHOIR
12. 7日目の決意